# Macunaga Tomoko
Macunaga Tomoko (松永 知子; Hepburn: Matsunaga Tomoko) (Japán, 1971. augusztus 10. –) japán válogatott labdarúgó.

## Nemzeti válogatott
1988-ban debütált a japán válogatottban. A japán válogatott tagjaként részt vett az 1989-es és az 1991-es Ázsia-kupán. A japán válogatottban 13 mérkőzést játszott.

## Statisztika
| Japán válogatott | Japán válogatott | Japán válogatott |
| Időszak          | Mérk.            | gól              |
| ---------------- | ---------------- | ---------------- |
| 1988             | 2                | 0                |
| 1989             | 4                | 0                |
| 1990             | 2                | 0                |
| 1991             | 5                | 0                |
| Összesen         | 13               | 0                |

## Sikerei, díjai
Japán válogatott
- Ázsia-kupa:  Ezüst; 1991,  Bronz; 1989